# 特勞恩施泰因
特劳恩施泰因（德語：Traunstein，發音：[ˈtʁaʊnʃtaɪn] ⓘ）是德国巴伐利亚州上巴伐利亚行政区特劳恩施泰因县的城市，也是特劳恩施泰因县的县治，面积48.57平方千米，2023年12月31日人口为21,551人。